# Liste der Bodendenkmäler in Laugna
Auf dieser Seite sind die Bodendenkmäler in der schwäbischen Gemeinde Laugna zusammengestellt. Diese Tabelle ist eine Teilliste der Liste der Bodendenkmäler in Bayern. Grundlage ist die Bayerische Denkmalliste, die auf Basis des Bayerischen Denkmalschutzgesetzes vom 1. Oktober 1973 erstmals erstellt wurde und seither durch das Bayerische Landesamt für Denkmalpflege geführt wird. Die folgenden Angaben ersetzen nicht die rechtsverbindliche Auskunft der Denkmalschutzbehörde.

## Bodendenkmäler der Gemeinde Laugna

### Bodendenkmäler in der Gemarkung Bocksberg
| Lage                 | Objekt | Akten-Nr.     | Bild |
| -------------------- | --- | ------------- | ---- |
| Bocksberg (Standort) | Burgstall des Mittelalters.                                                                               | D-7-7429-0036 |      |
| Bocksberg (Standort) | Mittelalterlicher Burgstall.                                                                              | D-7-7430-0006 |      |
| Bocksberg (Standort) | Mittelalterliche und frühneuzeitliche Befunde im Bereich der Burgruine Bocksberg.                         | D-7-7430-0007 |      |
| Bocksberg (Standort) | Frühneuzeitliche Befunde im Bereich der Katholischen Filialkirche St. Leonhard.                           | D-7-7430-0101 |      |
| Bocksberg (Standort) | Mittelalterliche und frühneuzeitliche Befunde im Bereich der Katholischen Pfarrkirche St. Peter und Paul. | D-7-7430-0205 |      |

### Bodendenkmäler in der Gemarkung Laugna
| Lage              | Objekt                                                                                               | Akten-Nr.     | Bild |
| ----------------- | --- | ------------- | ---- |
| Laugna (Standort) | Mittelalterliche und frühneuzeitliche Befunde im Bereich der Katholischen Pfarrkirche St. Elisabeth. | D-7-7430-0207 |      |
| Laugna (Standort) | Frühneuzeitliche Befunde im Bereich des ehemaligen Schlosses Laugna.                                 | D-7-7430-0209 |      |

### Bodendenkmäler in der Gemarkung Osterbuch
| Lage                 | Objekt                                                                                               | Akten-Nr.     | Bild |
| -------------------- | --- | ------------- | ---- |
| Osterbuch (Standort) | Mittelalterlicher Burgstall.                                                                         | D-7-7430-0001 |      |
| Osterbuch (Standort) | Gräber der Bronzezeit.                                                                               | D-7-7430-0002 |      |
| Osterbuch (Standort) | Mittelalterliche und frühneuzeitliche Befunde im Bereich Katholischen Pfarrkirche St. Michael.       | D-7-7430-0211 |      |
| Osterbuch (Standort) | Mittelalterliche und frühneuzeitliche Befunde im Bereich der Katholischen Filialkirche St. Ottilien. | D-7-7430-0213 |      |
| Osterbuch (Standort) | Viereckige Wallanlage vor- und frühgeschichtlicher Zeitstellung.                                     | D-7-7430-0279 |      |
| Osterbuch (Standort) | Grabhügel vorgeschichtlicher Zeitstellung.                                                           | D-7-7530-0001 |      |
| Osterbuch (Standort) | Trichtergruben vor- und frühgeschichtlicher Zeitstellung.                                            | D-7-7530-0114 |      |